# Структура Ходжа
Структура Ходжа веса {\displaystyle n}, или чистая структура Ходжа — объект, состоящий из решётки {\displaystyle H_{\mathbb {Z} }} в действительном векторном пространстве {\displaystyle H_{\mathbb {R} }=H_{\mathbb {Z} }\otimes \mathbb {R} } и разложения {\displaystyle H_{\mathbb {C} }=\bigoplus _{n}H^{p,\;q}}, где {\displaystyle n=p+q}, комплексного векторного пространства {\displaystyle H_{\mathbb {C} }=H_{\mathbb {Z} }\otimes \mathbb {C} }, которое называется разложением Ходжа. При этом должно выполняться условие {\displaystyle {\bar {H}}^{p,\;q}=H^{q,\;p}}, где {\displaystyle {\bar {H}}^{p,\;q}} — комплексное сопряжённое в {\displaystyle H_{\mathbb {C} }=H_{\mathbb {R} }\bigotimes _{\mathbb {R} }\mathbb {C} }.
Иначе, разложение Ходжа можно описать, используя понятие убывающей фильтрации, или фильтрации Ходжа, {\displaystyle F^{r}=\bigoplus _{p\geqslant r}H^{p,\;q}} в {\displaystyle H_{\mathbb {C} }} такой, что {\displaystyle {\bar {F}}^{s}\cap F^{r}=0} при {\displaystyle r+s\neq n}. Тогда подпространства {\displaystyle H^{p,\;q}} восстанавливаются по формуле {\displaystyle H^{p,\;q}={\bar {F}}^{p}\cap F^{q}}.
Данную структуру в пространстве {\displaystyle n}-мерных когомологий {\displaystyle H^{n}(X,\;\mathbb {C} )} компактного кэлерова многообразия {\displaystyle X} впервые изучил У. Ходж.
В этом случае подпространства {\displaystyle H^{p,\;q}} описываются как пространства гармонических форм типа {\displaystyle (p,\;q)} или как когомологии {\displaystyle H^{q}(X,\;\Omega ^{p})} пучков {\displaystyle \Omega ^{p}} голоморфных дифференциальных форм.
Фильтрация Ходжа в {\displaystyle H^{n}(X,\;\mathbb {C} )} возникает из фильтрации комплекса пучков {\displaystyle \Omega =\sum _{p\geqslant 0}\Omega ^{p}}, {\displaystyle n}-мерные гиперкогомологии которого изоморфны {\displaystyle H^{n}(X,\;\mathbb {C} )}, подкомплексами вида {\displaystyle \sum _{r\geqslant p}\Omega ^{r}}.

## Смешанная структура Ходжа
Более общим понятием является смешанная структура Ходжа — это объект, состоящий из решётки {\displaystyle H_{\mathbb {Z} }} в {\displaystyle H_{\mathbb {R} }=H_{\mathbb {Z} }\otimes \mathbb {R} }, возрастающей фильтрации, или фильтрации весов, {\displaystyle W_{n}} в {\displaystyle H_{\mathbb {Q} }=H_{\mathbb {Z} }\otimes \mathbb {Q} } и убывающей фильтрации (фильтрации Ходжа) {\displaystyle F^{p}} в {\displaystyle H_{\mathbb {C} }=H_{\mathbb {Z} }\otimes \mathbb {C} } таких, что на пространстве {\displaystyle (W_{n}/W_{n+1})\otimes \mathbb {C} } фильтрации {\displaystyle F^{p}} и {\displaystyle {\bar {F}}^{p}} определяют чистую структуру Ходжа веса {\displaystyle n}.
П. Делинь (P. Deligne) в своей работе рассмотрел смешанные структуры Ходжа в когомологиях комплексного алгебраического многообразия (не обязательно компактного или гладкого) как аналог структуры модуля Галуа в этальных когомологиях.
Структуры Ходжа имеют важные приложения в алгебраической геометрии в теории отображений периодов и в теории особенностей гладких отображений.